# Epizeuxis denticulalis
Epizeuxis denticulalis là một loài bướm đêm trong họ Noctuidae.